# نادي نوتس أوليمبيك
كان نادي نوتس أوليمبيك لكرة القدم نادي كرة قدم إنجليزي تأسس عام 1886 من منطقة رادفورد في نوتنغهام .

## تاريخ النادي
تأسست نوتس أولمبيك باسم رادفورد إكسلسيور، في أوائل سبعينيات القرن التاسع عشر، مع الإبلاغ عن مباريات من عام 1876.
ادعى النادي تاريخ التأسيس لعام 1884، على الرغم من وجود تقارير عن وجود لعب النادي تحت اسم نوتس أولمبيك من عام 1882، تميز تاريخ التأسيس اللاحق عندما انتقل النادي إلى ملعب تشيرتشفيلدز ودخل كأس الاتحاد الإنجليزي لأول مرة.